# Hiroshi Yamauchi

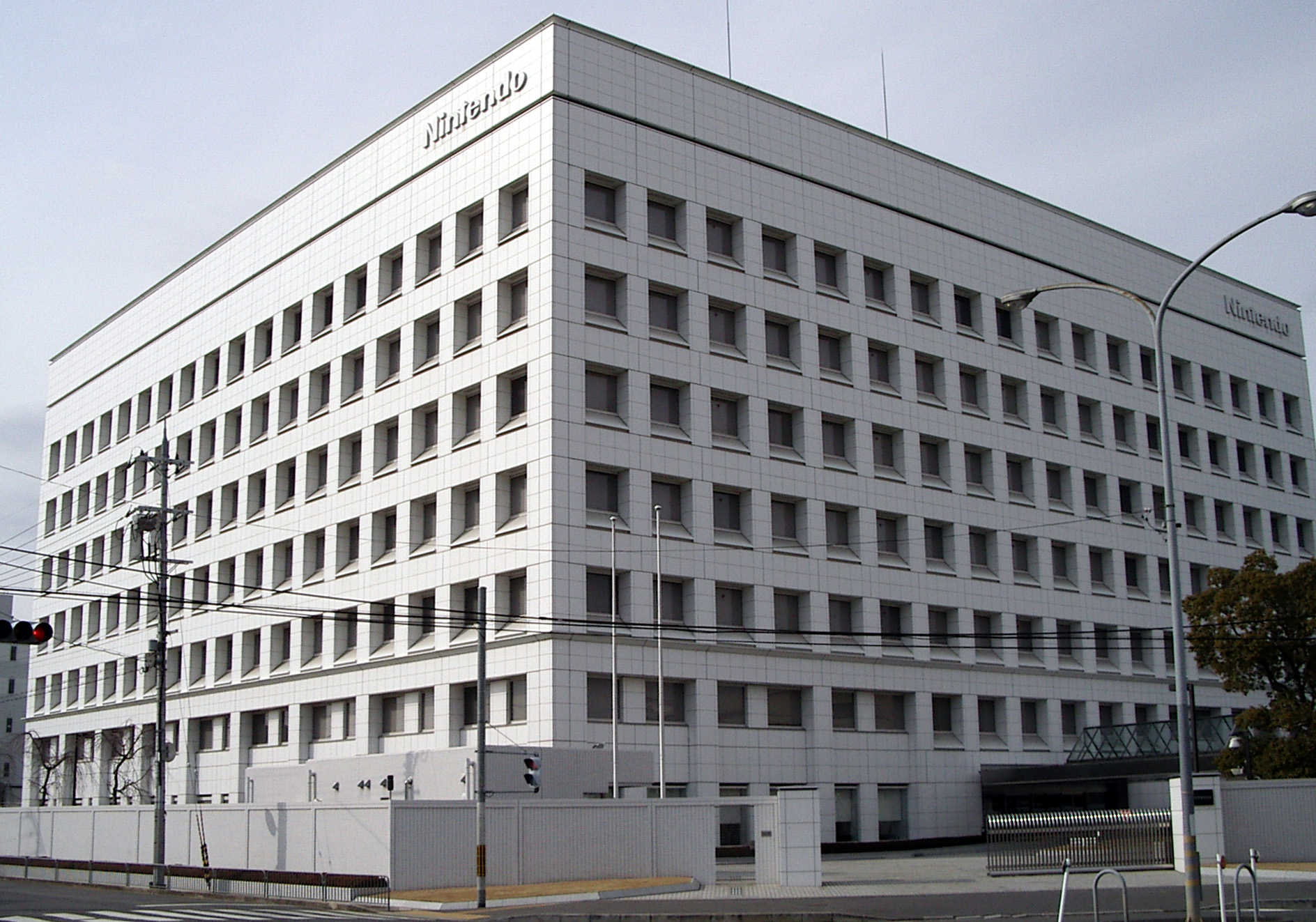
Seu general de Nintendo al Japó.

Hiroshi Yamauchi (7 de novembre de 1927 - 19 de setembre de 2013) va ser president de Nintendo fins a l'any 2002. Es va convertir en el tercer president de Nintendo el 1949 i va portar a l'empresa a l'èxit fins que una nova gerència va ser establerta en 2002. Ell va transformar Nintendo des d'una petita empresa de fabricació de cartes del Japó fins a l'empresa multimilionària de videojocs que és avui. Va nomenar Satoru Iwata com el seu successor.

## Joventut
Hiroshi Yamauchi va néixer el 7 de novembre de 1927. Els seus pares van ser Shikanojo Inaba i Kimi Yamauchi. El seu pare, Shikanojo, havia adoptat el cognom familiar Yamauchi, per a un futur ser president de la companyia i continuar el negoci familiar. No obstant això, el 1933 abandona la seva esposa i el seu fill. Després d'aquest fet, Hiroshi es cria amb els seus avis, Sekiryo i Tei Yamauchi.
El 1945, amb només 18 anys, contreu matrimoni amb Michiko Inaba, matrimoni concertat pel seu avi Sekiryo, d'aquest matrimoni naixeran la seva filla Yoko (1950), la seva filla Fujiko (1957) i el seu fill Katsuhito (1957).

## Nintendo
Yamauchi arriba a la presidència després del retir forçat del seu avi, Sekiryo Kaneda. En aquests anys, Yamauchi dirigeix l'empresa com si es tractés d'un emperador. Ell era l'únic que jutjava el potencial de cada producte. Si el producte era del seu grat i el seu afinat instint per als èxits donava el vistiplau, el producte veia la llum al mercat. Amb el pas dels anys i alguns negocis fallits, com una companyia de taxis i un hotel de l'amor, va anar dirigint el negoci cap a les joguines electròniques, i d'aquí, a la incipient indústria del videojoc.
Ja en plena època de creació de videojocs, Yamauchi va decidir expandir Nintendo fora del Japó. El país triat va ser els Estats Units, ja que començava a créixer el mercat arcade en aquelles terres. Per a això, va manar al seu gendre, Minoru Arakawa, per dirigir la nova oficina americana. Allí van llançar alguns dels arcades que triomfaven al Japó, com Radar Scope o Space Fever, però no van tenir molt èxit. Yamauchi va encarregar llavors a un altre dissenyador el treball per crear un arcade d'èxit. Aquí començaria la història de Shigeru Miyamoto i el seu Donkey Kong, a més d'uns beneficiosos anys per a l'empresa.

A continuació es descriu una sèrie de fets i assoliments de Nintendo més detallats produïts sota el mandat de Yamauchi i dirigits directament per la seva persona, que ajudaran a entendre el gran salt que va sofrir l'empresa per passar de la fabricació de baralles a la creació de videojocs.

### Anys 50
El 1951, Yamauchi canvia el nom de la companyia després de 62 anys: Nintendo Playing Card Co. Ltd. (la traducció podria ser Naips Nintendo, o Jocs de Naips Nintendo). A l'any següent es construeix una nova seu per a la companyia, mantenint-se a la ciutat de Kyoto, a més de fusionar totes les seves fàbriques de cartes.
El 1953, Nintendo Playing Card es converteix en la primera empresa a manufacturar i vendre reeixidament baralles de cartes plastificades. I el 1959, Yamauchi signa un acord amb Walt Disney per utilitzar els seus personatges en les baralles de cartes de la companyia nipona, obrint així un nou mercat amb les baralles infantils.

### Anys 60
Fou el 1963 l'any del canvi de rumb de l'empresa. Yamauchi torna a canviar el nom, aquesta vegada de manera definitiva i com es coneix avui: Nintendo Co., Ltd.. Aquest canvi es deu al fet que es pretenia obrir l'empresa a nous tipus de productes. El primer producte que fabrica Nintendo, diferent dels naips, són paquets d'arròs instantani. El negoci resulta un fracàs. Igual que un hotel de l'amor i una empresa de taxis anomenada Daiya. A pesar que l'empresa de taxis va ser inicialment un èxit, els treballadors van exigir augments de sou i es van retallar els beneficis obligant a tancar el negoci.
El 1964 crea la divisió de Jocs dins de Nintendo, dedicada al desenvolupament de jocs i joguines. El primer producte que surt d'aquest departament és el Rabbit Coaster. El 1966, un empleat anomenat Gunpei Yokoi idea la Ultra Hand, que resulta un gran èxit.
El 1969 es construeix la fàbrica d'Uji a Kyoto.

### Anys 70
El 1970, aconsegueix un acord amb Sharp per usar la tecnologia de sensors de llum i es crea la línia Kousenjuu, que consisteix en una pistola que emet llum i una diana que reacciona davant aquesta llum emesa. Això situa a Nintendo com la primera companyia japonesa a incloure components electrònics en les joguines dels nens.
El 1973, Nintendo compra diverses sales de bitlles abandonades i les converteix en Laser Clay Shooting System. Serien locals en els quals s'usaria la tecnologia de les pistoles de raigs per disparar a ocells fets de llum. Aquest negoci, també va reportar grans beneficis, fins a 1975, en què a causa de l'escassetat de petroli, Nintendo va abandonar els seus negocis per dedicar-se a la distribució, important per al Japó la videoconsola americana Magnavox Odyssey.

### El final d'una era
La consola GameCube va ser l'últim producte de l'era Yamauchi. La consola seguia les mateixes premisses que totes les anteriors: una consola creada només per jugar a videojocs. Per aquell temps les consoles rivals havien menjat molt terreny a Nintendo, i GameCube acabaria sent la segona consola menys venuda de l'empresa, culminant un descens que ja durava diversos anys.

## Després de Nintendo
El 31 de maig de 2002, Yamauchi va dimitir com a president de Nintendo i va designar com a successor a Satoru Iwata. Va seguir en la companyia com a director executiu (CEO) fins a juny de 2006, moment en què va decidir retirar-se a causa de la seva avançada edat i sabent que havia deixat l'empresa en bones mans. Tatsumi Kimishima, actual president de Nintendo li va substituir llavors. Yamauchi va rebutjar la pensió que se li oferia per jubilar-se (entre 9 i 14 milions de dòlars), al·legant que Nintendo podria donar millor ús a aquests diners.
Gran part d'aquests diners es va invertir en la construcció d'un museu anomenat Shigureden, dedicat a la història de les cartes hanafuda i de Nintendo. El projecte d'aquest museu va ser supervisat personalment per Shigeru Miyamoto entre 2007 i 2008.
Entre 2007 i 2012, Hiroshi Yamauchi va ser la persona més rica del Japó, hagut de principalment al fet que les seves accions en Nintendo s'havien multiplicat des del llançament de Nintendo DS i Wii, i arribant a tenir una fortuna personal de 7.900 milions de dòlars.
No obstant això, després del llançament de Nintendo 3DS i Wii O, això va canviar per la baixada del valor de les accions de Nintendo, però va seguir sent una de les persones més riques del Japó fins a la seva mort.

## Defunció
El 19 de setembre de 2013, a causa de complicacions d'una pneumònia, mor en un hospital de Kyoto en Japó, a l'edat de 85 anys.